# Пенн Квакерз (баскетбол)
Пенн Квакерз (англ. Penn Quakers) — баскетбольная команда, представляющая Пенсильванский университет в первом баскетбольном мужском дивизионе NCAA. Выступает в Лиге Плюща. Располагается в Нью-Филадельфии (штат Пенсильвания). Домашние матчи проводит в «Палестре». В настоящее время главным тренером «Квакерз» является Стив Донахи. «Квакерз» входят в двадцатку самых успешных команд по количеству одержанных побед.
Свой первый матч баскетбольная команда Пенсильванского университета сыграла 20 марта 1897 года против команды Йеля. С 1903 по 1955 год «Квакерз» выступали в Восточной межуниверситетской лиге (EIL), а в 1956 году вошли в состав только что созданной Лиги плюща. За время выступлений в EIL «Квакерз» завоевали 13 чемпионских титулов в 1906, 1908, 1916, 1918, 1920, 1921, 1928, 1929, 1934, 1935, 1937, 1945 и 1953 годах. Ретроспективно Пенн был назван национальным чемпионом 1920 и 1921 годов по версии Helms Athletic Foundation и 1920 года по версии Premo-Porretta Power Poll. Пенсильванский университет совместно с Принстоном являются лидерами Лиги плюща по количеству побед в регулярном чемпионате — по 26.
В турнире NCAA «Квакерз» выступали не так успешно как в конференционных играх. Хотя команда и выходила в турнир 24 раза, наибольшего успеха он достигла в 1979 году дойдя до Финала четырех. По ходу турнира «Квакерз» смогли обыграть Айону, Северную Каролину, Сиракузы и Сент-Джонс. В полуфинале Пенсильвания встретилась с командой Мэджика Джонсона «Мичиган Стэйт Спартанс», которые и одержали победу со счётом 101:67. В матче за третье место Квакерз уступили Де Полю со счётом 96:93. Из конференционных сезонов выделяется сезон 1970/71, в котором команда одержала 26 побед и не потерпела ни одного поражения.

## Достижения
- Чемпион Premo-Porretta: 1920
- Чемпион Helms: 1920, 1921
- Полуфиналист NCAA: 1979
- Четвертьфиналист NCAA: 1971, 1972, 1979
- Участие в NCAA: 1953, 1970, 1971, 1972, 1973, 1974, 1975, 1978, 1979, 1980, 1982, 1985, 1987, 1993, 1994, 1995, 1999, 2000, 2002, 2003, 2005, 2006, 2007, 2018
- Победители турнира конференции: 2018
- Победители регулярного чемпионата конференции: 1906, 1908, 1916, 1918, 1920, 1921, 1928, 1929, 1934, 1935, 1937, 1945, 1953, 1966, 1970, 1971, 1972, 1973, 1974, 1975, 1978, 1979, 1980, 1981, 1982, 1985, 1987, 1993, 1994, 1995, 1996, 1999, 2000, 2002, 2003, 2005, 2006, 2007, 2018